# 埃斯凡迪亞爾·拉希姆·馬沙伊
埃斯凡迪亞爾·拉希姆·馬沙伊（波斯語：‎；1960年11月16日—）是一名具影響力的伊朗政治家。他曾任職伊朗總統的首席顧問和參謀長直至2011年4月9日。他被描述為務實、溫和保守主義者及「宗教民族主義者」，他積極地宣揚民族主義意識及理念，強調前伊斯蘭時期的過去，又衊視伊斯蘭共和國的保守權勢。
他曾經短暫出任過伊朗第一副總統，在2009年7月17日上任，但受到強硬保守派的猛烈批評。在最高領袖阿里·哈梅內伊的斡旋下，馬沙伊於7月24日辭任。

## 背景
馬沙伊攻讀電子工程，持有伊斯法罕理工大學的學士學位。
2007年12月31日，他被任命為新近成立的全球化研究國家中心的主管。他在過去擔任過伊朗文化遺產組織主席及內政部代理部長。

## 活動
馬沙伊在2007年參與土耳其一個備受爭議的慶典，婦女在慶典當中表演傳統舞蹈，然而伊斯蘭教的保守派卻禁止婦女舞蹈。
馬沙伊又在2008年在德黑蘭主持一個慶典，多名婦女在慶典裡搖動鈴鼓，同時亦有人攜帶古蘭經到講台上誦讀經文，強硬保守派認為慶典氣氛造成對古蘭經的不恭。
馬沙伊又曾經公開發表過被認為是支持以色列的言論，稱伊朗人是「全世界人民的朋友，包括以色列人」，任何與其的紛爭都只是與以色列政府相關。他在另一個場合稱「世上沒有一個民族是我們的敵人，伊朗是美國及以色列民族的朋友，這是光榮的」。他因此而受到教士和伊朗議會裡的保守派議員批評，伊朗最高領袖認為馬沙伊作出關於以色列的評論是「不合邏輯的」。不過，他的言論卻得到總統艾哈邁迪內賈德的慎重支持。
2010年8月6日，馬沙伊與伊朗僑民會晤，他的發言再次引起伊朗保守派權勢的抗議。他說伊朗的意識形態才應該向世界宣揚，而不是宣揚伊朗的什葉派國教，他又主張國家只認可「伊朗的正統伊斯蘭教，而不是其他國家實施或詮釋的伊斯蘭教」。他又稱如果伊朗不存在，伊斯蘭教將會迷失，其他國家對伊朗的恐懼是因為伊朗擁有最正統的伊斯蘭教。他的言論令在場的聽眾震驚。
伊朗軍方的聯席參謀長及將軍哈桑·菲羅扎巴迪表明馬沙伊的言論是「危害國家安全的罪行」，並且在穆斯林世界制造分裂。阿亞圖拉艾哈邁迪·哈塔米（Ahmad Khatami）則說「將伊朗學派和伊斯蘭學派劃上等號等同是教外民族主義，伊朗人民是永遠不會接受」。立場強硬的教士和阿亞圖拉穆罕默德-塔基·梅斯巴-亞茲迪（Mohammad-Taqi Mesbah-Yazdi）譴責馬沙伊「再次發表錯誤和不適當的言論」。
同樣在該次會談裡發言的伊朗總統馬哈茂德·艾哈邁迪內賈德為馬沙伊解圍，他說「任何人都不該因為發表意見而備受譴責，不是每種不同的意見都會引發爭鬥，馬沙伊所說的是伊朗是一個文化及文明國家，所以選擇伊斯蘭教為意識形態」。即使面對諸多的抗議和批評，馬沙伊都沒有收回他所作出的任何發言。

## 升任第一副總統
在2009年7月17日，艾哈邁迪內賈德宣佈馬沙伊將會升任伊朗第一副總統。伊朗有十二位副總統，但尤以第一副總統最重要，他可在總統缺席的情況下主持內閣會議。
這個舉動觸發保守派的批評，包括巴斯基民兵。阿亞圖拉艾哈邁迪·哈塔米表示這個「完全荒謬」的任命是「對宗教威信的奚落」。《國際報》認為這是一個「過錯」，「無疑會引起強烈的反對聲音」。伊斯蘭學生聯盟聲言「總統的任命讓大批懷抱理想的學生感到震驚，他們一直支持艾哈邁迪內賈德繼續就任總統和忍受反對派的造謠」，「為了重申我們對總統的支持，第一副總統的辭職是唯一的方法去維繫宗教原則」。改革派立法者達魯希·甘巴里形容這個任命等同對議會「宣戰」。保守派議會發言人阿里·拉里賈尼（Ali Larijani）表示對此感到震驚。
伊朗伊斯蘭共和國通訊社的分支學生聯盟通訊社在2009年7月19日報導馬沙伊已請辭，但官方媒體阿拉姆新聞頻道在稍後反駁有關報導。
2009年7月18日，伊朗最高領袖阿里·哈梅內伊下令馬沙伊辭任。議會第二代言人穆罕默德-哈桑·阿布圖拉比-法爾德在7月21日引述指「將馬沙從第一副總統的職位去除是政權的戰略決定，最高領袖就此事的看法已經書面形式遞交給總統，總統在不日便會宣佈馬沙伊辭職或被罷免」。
不過，艾哈邁迪內賈德的高級助理被引述稱「我看不到有任何人給出清晰和具說服力的理由推翻第一副總統的任免，有人稱他在言辭上出錯，但人總是會犯錯的，任免馬沙伊的決定不會再討論」。他在後來收回有關的聲明。
情報部長戈拉姆-侯賽因·穆赫辛尼-埃傑伊（Gholam-Hossein Mohseni-Eje'i）和文化及伊斯蘭教令部長侯賽因·薩法爾·哈蘭迪（Hossein Saffar Harandi）等人在一次內閣會議裡與艾哈邁迪內賈德爭論有關馬沙伊的任命。
同年7月22日，艾哈邁迪內賈德在一個為馬沙伊舉行的告別宴會裡斷然地說「我有一千個理由去喜歡馬沙伊，認識到馬沙伊是真主對我最大的恩賜，也是我這一生的最大榮幸」，「他就像清泉的泉源，我喜愛他的其中一個原因是當你坐在他的身邊與他交談，你會發現與他之間並沒有隔閡，他就像清澈無暇的鏡子，可惜的是沒有多少人了解他」。
到7月24日，馬沙伊遵從最高領袖哈梅內伊的命令，辭任第一副總統。
一些分析人士稱對馬沙伊的強硬反對主要是因為他對以色列的示好言論。有其他言論稱他是秘密教派霍賈提（Hojjatieh）的成員之一，該教派已遭到伊斯蘭共和國的創立者魯霍拉·穆薩維·霍梅尼的取締。這些言論的事實根據仍難以掌握。

## 任命為參謀長
在馬沙伊辭任第一副總統後，艾哈邁迪內賈德任命他為參謀長，並突然罷免情報部長戈拉姆-侯賽因·穆赫辛尼-埃傑伊，他曾經反對對馬沙伊的第一副總統任命。艾哈邁迪內賈德又揚言罷免文化及伊斯蘭教令部長侯賽因·薩法爾·哈蘭迪，哈蘭迪在此後自行辭職。

### 後續
憲法禁止內賈德在2013年連續第三個任期，因此他無法參加2013年總統大選。但是內賈德支持他出戰總統一職，但遭拒絕。

## 生活後續
2018年3月，馬沙伊因為不滿法院對艾哈邁迪內賈德一名盟友的判刑，在英國駐德黑蘭大使館門外焚燒一份判決書複本，事後被伊朗當局扣留。

## 個人生活
馬沙伊的女兒在2008年與伊朗前總統马哈茂德·艾哈迈迪内贾德的大兒子結婚。

## 註腳
1. ↑  Ramin Mostaghim. . Los Angeles Times. 2011-04-09  [2011-04-14]. （原始内容存档于2011-08-23）.
2. ↑  Robert Tait. . Payvand. 2010-08-19  [2011-04-14]. （原始内容存档于2020-01-14）.
3. 1 2 3  . farsi.khamenei.ir.   [2011-04-14]. （原始内容存档于2020-11-07） （波斯语）.
4. 1 2  . BBC News. 2009-07-25  [2011-04-14]. （原始内容存档于2018-10-03）.
5. ↑  Kourosh Rahimkhani. . iranprimer.usip.org. 2011-03-30  [2011-04-14]. （原始内容存档于2020-11-23）.
6. ↑  Europa Publications Limited. . Europa Publications. 2006年: 第434頁. ISBN 1857433904.
7. 1 2 3 4 5  Nasser Karimi. . Huffington Post. 2009-07-19  [2011-04-15]. （原始内容存档于2016-03-04）.
8. 1 2  Deutsche Press Agentur. . Monsters and Critics. 2008-08-13  [2011-04-17]. （原始内容存档于2009-07-31）.
9. 1 2 3 4  Robert F. Worth. . New York Times. 2009-07-19  [2011-04-15]. （原始内容存档于2018-03-19）.
10. ↑  Dudi Cohen. . YnetNews. 2008-07-19  [2011-04-17]. （原始内容存档于2020-02-09）.
11. ↑  Deutsche Press Agentur. . Monsters and Critics. 12-08-2008  [2011-04-17]. （原始内容存档于2009-07-31）.
12. ↑  Najmeh Bozorgmehr. . Financial Times. 2008-09-18  [2011-04-17].
13. 1 2  Ali Sheikholeslami. . Bloomberg. 10-08-2010  [2011-04-17]. （原始内容存档于2012-11-03）.
14. ↑  AFP. . Now Lebanon. 07-08-2010  [2011-04-17]. [永久]
15. ↑  Deutsche Press Agentur. . Earth Times. 11-08-2010  [2011-04-17]. （原始内容存档于2018-03-19）.
16. ↑  . Daily Star. 2009-07-18  [2011-04-17].
17. 1 2  Borzou Daragahi. . Los Angeles Times. 2009-07-20  [2011-04-18]. （原始内容存档于2017-07-03）.
18. 1 2  . National Iranian American Council.   [2011-04-18]. （原始内容存档于2020-11-23）.
19. ↑  . BBC Persian Service.   [2011-04-19]. （原始内容存档于2012-11-14） （波斯语）.
20. 1 2 3  Borzou Daragahi、Ramin Mostaghim. . Los Angeles Times. 2009-07-26  [2011-04-21]. （原始内容存档于2012-11-03）.
21. ↑  . Maktoob News. 2009-07-23  [2011-04-21].[永久]
22. ↑  . New York Times. 2009-07-26  [2011-04-21]. （原始内容存档于2019-10-04）.
23. ↑  . The Washington Post. 2018-03-17  [2018-03-18]. （原始内容存档于2019-07-25）.